# Куниченково
Куниченково (Куницыно) — русская деревня в Селижаровском районе Тверской области. Относится к Шуваевскому сельскому поселению.

Расположено в 24 километрах к западу от районного центра Селижарово, в 6 километрах к югу от деревни (и станции) Шуваево. Со всех сторон окружена лесами, в километре к востоку — река Большая Дубенка.
Население по переписи 2002 года — 6 человек, 2 мужчины и 4 женщины.
В середине XIX века значилась как владельческая деревня Куницыно и относилась к Пашутинской волости Осташковского уезда Тверской губернии. В 1859 году — 15 дворов, 131 житель.

В 1930-е годы — 68 дворов, 450 жителей. В 1940-е годы относилась к Шуваевскому сельсовету Кировского района Калининской области. Вокруг было несколько хуторов (Подгрива, Большая Нива, Теплов и др.)

Во время Великой Отечественной войны оккупирована в октябре 1941 года, освобождена в январе 1942 года. На войне погиб 31 житель деревни.
В 1970-е годы в деревне отделение совхоза «Шуваевский».

## Население
| 2010 |
| ---- |
| 1    |